# Nowosiółki (sielsowiet Jeziory)
Nowosiółki (biał. Навасёлкі, ros. Новосёлки) – wieś na Białorusi, w obwodzie grodzieńskim, w rejonie grodzieńskim, w sielsowiecie Jeziory.
W dwudziestoleciu międzywojennym wieś leżała w Polsce, w województwie białostockim, w powiecie grodzieńskim. W 1943 wieś została spacyfikowana. Ludność Niemcy spędzili do stodół, które następnie podpalono.